# Computación interactiva

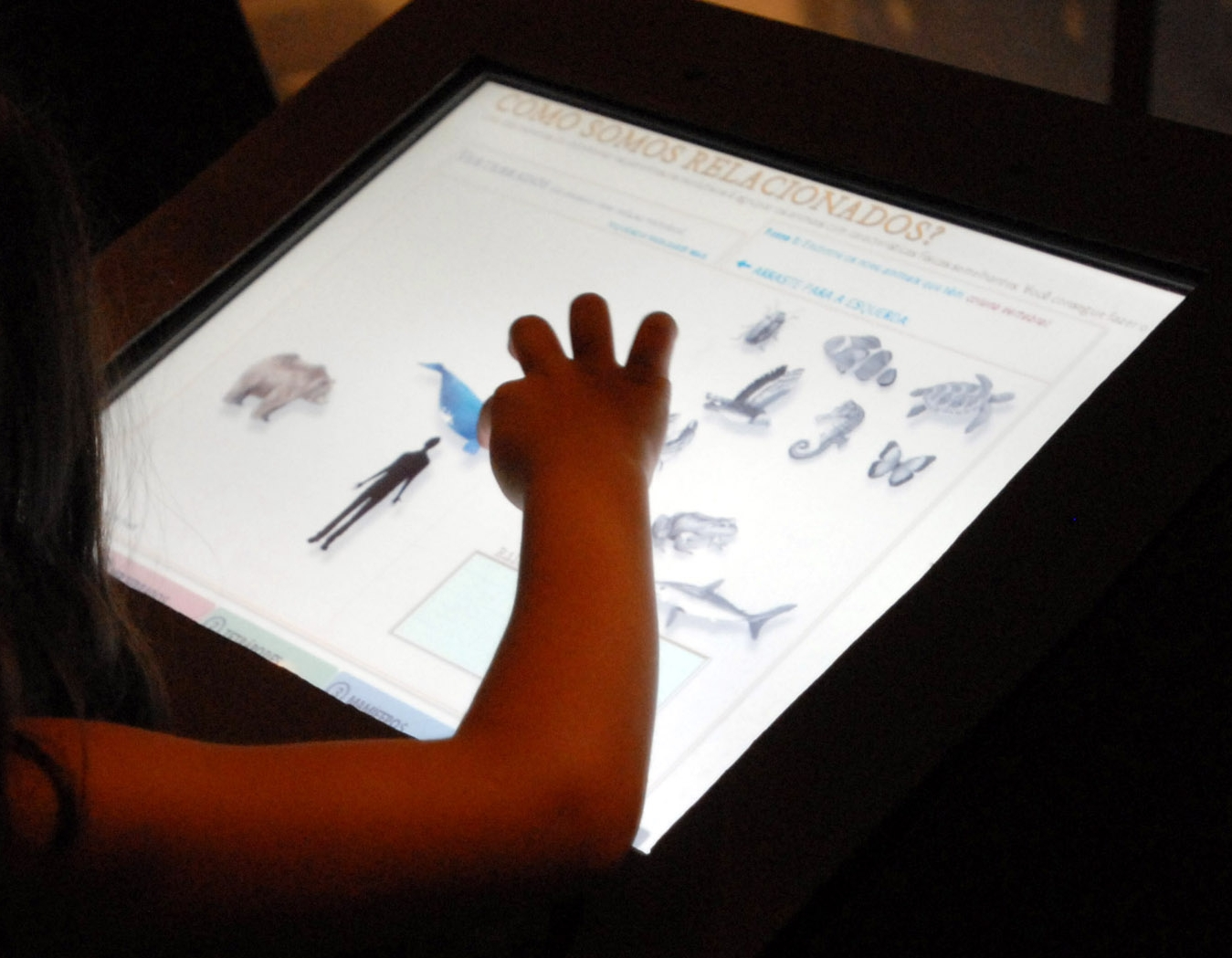
Interactuando con una pantalla táctil.

En informática, computación interactiva se refiere a software que acepta entradas de humanos, datos u órdenes. El software interactivo incluye muchos programas populares, como procesadores de textos o aplicaciones de hoja de cálculo. En comparación, los programas no interactivos funcionan sin contacto humano; ejemplos de estos incluyen compiladores y aplicaciones de procesamiento por lotes. Si la respuesta es bastante compleja, se dice que el sistema está conduciendo interacción social y algunos sistemas intentan conseguir esto mediante la aplicación de interfaces sociales.
La naturaleza de la computación interactiva, así como su impacto en los seres humanos se estudian ampliamente en el ámbito de la interacción hombre-máquina.